# Championnat du Norrland de football 1944
Navigation
Édition précédente Édition suivante
Le Championnat du Norrland 1944 ou Norrländska Mästerskapet 1944 est la 14e édition de ce championnat qui vise à permettre aux meilleurs clubs du Norrland, alors écartés de l'Allsvenskan, de s'affronter afin de déterminer le meilleur club des régions septentrionales du pays. L'IF Friska Viljor remet son trophée en jeu.

## Tour préliminaire
- 11 juin 1944 : Järnebs IF 1 - 4 Kubikenborgs IF
- 11 juin 1944 : Sandvikes IK 0 - 2 Sävenäs/Rönnskärs IF
- 11 juin 1944 : Bodens BK 7 - 0 Gällivare SK

## Phase finale
L'IF Friska Viljor, en tant que vainqueur de l'édition 1943, est directement qualifié pour les demi-finales.
|  | Demi-finales                | Demi-finales             |                      |   | Finale                    | Finale                    |
|  | Demi-finales                | Demi-finales             |                      |   | Finale                    | Finale                    |
|  |                             |                          |                      |   |                           |                           |
|  | 18 juin 1944 à Sundsvall    | 18 juin 1944 à Sundsvall |                      |   | 25 juin 1944 à Skellefteå | 25 juin 1944 à Skellefteå |
|  | 18 juin 1944 à Sundsvall    | 18 juin 1944 à Sundsvall |                      |   | 25 juin 1944 à Skellefteå | 25 juin 1944 à Skellefteå |
|  | Kubikenborgs IF             | 3 (3)                    |                      |   | 25 juin 1944 à Skellefteå | 25 juin 1944 à Skellefteå |
|  | Kubikenborgs IF             | 3 (3)                    |                      |   | 25 juin 1944 à Skellefteå | 25 juin 1944 à Skellefteå |
|  | Sävenäs/Rönnskärs IF (a.p.) | 3 (4)                    |                      |   | 25 juin 1944 à Skellefteå | 25 juin 1944 à Skellefteå |
|  | Sävenäs/Rönnskärs IF (a.p.) | 3 (4)                    | Sävenäs/Rönnskärs IF | 0 |                           |                           |
|  | 18 juin 1944 à Örnsköldsvik |                          | Sävenäs/Rönnskärs IF | 0 |                           |                           |
|  |                             | Bodens BK                | 2                    |   |                           |                           |
|  | IF Friska Viljor            | Bodens BK                | 2                    | 2 |                           |                           |
|  | IF Friska Viljor            |                          |                      | 2 |                           |                           |
|  | Bodens BK                   | 3                        |                      |   |                           |                           |
|  | Bodens BK                   | 3                        |                      |   |                           |                           |

| Vainqueur du Norrländska Mästerskapet 1944 |
| ------------------------------------------ |
| Bodens BK 8e titre                         |